# Close – Dem Feind zu nah
Close – Dem Feind zu nah ist ein US-amerikanisch-britischer Actionfilm der englischen Regisseurin Vicky Jewson aus dem Jahr 2019. Die Hauptrolle spielt Noomi Rapace als Personenschützerin, die Sophie Nélisse als die verwöhnte Millionenerbin Zoe vor einer Entführung schützen soll.
Der Film wurde 2017 produziert und die Vertriebsrechte 2018 von Netflix gekauft. 2019 erschien er in Deutschland. Ein expliziter Kinostart erfolgte in Deutschland nicht. Am 29. März 2021 sendete ihn das ZDF als Free-TV-Premiere und stellte ihn in der ZDF-Mediathek bereit.

## Handlung
Während einer Routine-Mission im Südsudan rettet die Personenschützerin Sam Carlson zwei Journalisten, als ihr Fahrzeug von örtlichen Aufständischen angegriffen wird.
Zoe Tanner, die verwöhnte Tochter des kürzlich verstorbenen Wirtschaftsmagnaten Eric Tanner, hat alle Anteile ihres Vaters an dessen milliardenschwerer Bergbaufirma Hassine Mining geerbt. Ihre Stiefmutter Rima Hassine ist darüber verärgert, da deren Familie das Unternehmen gegründet und sie Erics Nachfolge als CEO angetreten hat. Rima ist im Begriff, einen Milliarden-Dollar-Deal für den Phosphatabbau in Sambia auszuhandeln. Sie reist mit Zoe nach Marokko in ihre Familien-Kasbah unweit von Casablanca, um dort den Deal abzuschließen.
Da Zoes früherer Leibwächter wegen Sex mit Zoe entlassen wurde, engagiert Rima Sam als Zoes neue Leibwächterin für die Reise. Die abgelegene Kasbah wird von Sicherheitspersonal bewacht und ist mit einem aufwendigen Sicherheitssystem mit Kameras, Selbstschusssystem und kugelfesten Jalousien an allen Fenstern und Türen ausgestattet. Abends nähern sich Fahrzeuge und das Sicherheitssystem fährt die Jalousien herunter. Schwerbewaffnete Eindringlinge töten das Sicherheitsteam und deren Sicherheitschef Alik und bewegen sich zu Zoes Zimmer. Sam, die den Angriff bemerkt hat, kann mit Zoe entkommen. Sie werden von ankommenden Polizisten mitgenommen und vermeintlich nach Casablanca ins Polizeihauptquartier gebracht. Die Arabisch sprechende Zoe hört jedoch dabei, wie die Polizisten über eine Privatadresse und Geld sprechen. Sam kann die Polizisten im Fahrzeug außer Gefecht setzen, wobei Zoe einen von ihnen erschießt. Die beiden flüchten zu Fuß durch Casablanca und kommen in einem heruntergekommenen Hotel unter. Die Nachricht von Zoes angeblicher Entführung führt dazu, dass die Aktienkurse von Hassine Mining fallen und das chinesische Konkurrenzunternehmen Sikong die Chance erhält, den Phosphatabbau-Deal wegzuschnappen.
Sam verspricht Zoe, sie außer Landes zu bringen, und kontaktiert ihren Chef und ehemaligen Liebhaber Conall. Ihr Fluchtplan sieht vor, dass die drei als Familie nach Tanger reisen und die Fähre nach Spanien nehmen. Plötzlich werden sie im Hotel von drei Männern überfallen, die Conall töten und Zoe verschleppen. Die gefesselte Sam kämpft gegen einen der Männer, kann ihn töten und rettet anschließend Zoe, indem sie auch den zweiten Mann tötet.
Beim Kampf gingen ihre gefälschten Reisepässe verloren, so dass sie das Land vorerst nicht verlassen können. Sie kaufen ein Taxi und fahren zum Hauptquartier von Hassine Mining, um Rima zu treffen. Auf dem Parkplatz sehen sie den dritten der Männer aus dem Hotel, der sich von Rima verabschiedet. Sie folgen ihm zu einem Yachthafen, wo Sam sich auf ein Fischerboot schleicht, um ihn zu beobachten. Er bemerkt sie und greift sie an, wobei sie ins Wasser fallen. Nach einem Kampf unter Wasser kann Sam ihn mit einem großen Angelhaken aufspießen. In seiner Brieftasche findet sie seinen Polizeiausweis sowie einen Zettel mit Rimas Anmeldedaten für das Sicherheitssystem der Kasbah.
Inzwischen wird Rima während eines Geschäftstreffens für den Phosphatabbau-Deal von einem Vertreter des Konkurrenten Sikong aufgesucht, der andeutet, dass man hinter Zoe her ist und Rima daher auf den Deal verzichten soll. Sam und Zoe kehren in die verlassene Kasbah zurück, wo Zoe herausfindet, dass Sam ein Kind hat. Sam gesteht, dass sie das Mädchen mit 16 Jahren bekommen, anschließend zur Adoption freigegeben und seither nie gesehen hat. Mit Rimas Zugangsdaten loggt Zoe sich in das Sicherheitssystem ein. Darüber erhält Rima eine Nachricht auf ihrem Mobiltelefon, gerade als sie den Bergbauvertrag unterzeichnen will. Währenddessen wird die Kasbah von korrupten Polizisten umstellt, die sich weigern, dem Polizeiagenten Zuberi aus Casablanca, der mit Rima zusammenarbeitet, den Zutritt zu gewähren.
Während Söldner unter Führung von Nabil in die Kasbah eindringen, trifft Rima mit dem Hubschrauber ein. Sie enthüllt Zoe, dass sie erpresst wird und nicht für die Entführungsversuche verantwortlich ist. Sie wird von Nabil angegriffen, doch Zoe und Sam eilen ihr zu Hilfe und retten sie. Nachdem Zuberi die korrupten Polizisten und restlichen Söldner verhaften lässt, sind Zoe, Rima und Sam in Sicherheit. Bevor Sam nach Hause geht, verspricht sie Zoe, ihre Tochter anzurufen.

## Kritik
„Der Film erzählt unter anderem von der etwas klischeehaft angelegten Ersatzmutter-Tochter-Beziehung, die sich gegen den Widerstand der Leibwächterin allmählich zwischen ihr und ihrem Schützling entwickelt. Seine Stärke entfaltet er jedoch als geradliniger Actionthriller mit mitreißend choreografierten Kampfszenen zwischen den Frauen und ihren Jägern.“